# NGC 5175
NGC 5175 est une étoile située dans la constellation de la Vierge. Cette étoile est surimposée à la galaxie NGC 5174. L'astronome germano-britannique William Herschel  a enregistré la position de cette étoile la même nuit où il a découvert NGC 5174, le 15 mars 1784.